# Grauwe wilg
Grauwe wilg (Salix cinerea) is een soort uit het geslacht wilg (Salix).

## Determinatie
Qua groeivorm komt grauwe wilg doorgaans voor als struik; soms groeit zij uit tot boom. Gemiddeld bereikt ze een hoogte van 6 m. De jonge takken zijn grijsviltig behaard, evenals de knopschubben. De 2,5–6 cm lange bladeren zijn langwerpig of omgekeerd eirond. Het blad heeft een vlakke top, aan weerszijden met acht of meer nerven en een blauwgroene tot grijze onderkant. De nerven op de onderkant zijn grijsbehaard. De kleine steunblaadjes zijn half hart- tot niervormig, maar vallen soms af.
Grauwe wilg is tweehuizig en bloeit in maart met 3,5–5 cm lange katjes, die vaak een rode kleur hebben. Ze verschijnen voor het blad. Het zaad is behaard.

## Ondersoorten
Twee ondersoorten worden onderscheiden:
- Rossige wilg (Salix cinerea subsp. oleifera) heeft kort behaard blijvende takken, de bladeren zijn van boven glanzend en de onderkant is grijs behaard. Deze wordt ook wel als aparte soort beschouwd.
- Salix cinerea subsp. cinerea met lang behaard blijvende takken, de bladeren zijn van boven dof en de onderkant is dicht grijs behaard. Als de rossige wilg een soort is, is Salix cinerea ook een soort zonder meer.

## Ecologie
Grauwe wilg komt vooral voor op mesotrofe, moerassige plaatsen, zoals slootranden, moerasbos, schraalland en duinvalleien.

### Syntaxonomie
In de syntaxonomie staat grauwe wilg te boek als kensoort voor het verbond van wilgenbroekstruwelen (Salicion cinereae).

### Faunistisch belang
De rupsen van de grote weerschijnvlinder, bruine grijsbandspanner en klaverblaadje leven op grauwe wilg.

## Verspreiding
Het natuurlijke verspreidingsgebied van grauwe wilg strekt zich uit over Eurazië.